# سعيد عبد الفتاح الدليمي
سعيد عبد الفتاح الدليمي هو أحد أبرز علماء البرنامج النووي العراقي والمتخصص في الليزر وتطبيقاته العسكرية قائد بارز في حزب البعث، اعتقل في 9 يونيو 2003.

## سيرة
عمل ضمن فريق خبراء تمكن من تخصيب اليورانيوم 60 واستمرت تجاربه عدة سنوات حتى كان على بعد خطوات قليلة من تخصيب اليورانيوم 90 ومن ثم تحضير البلوتونيوم المستخدم في تصنيع القنبلة النووية. حسب تصريحه «على مدى العشرين عاما الماضية تمكن عام 1995 من تقليص الفجوة النووية مع إسرائيل إلى ما لا يزيد عن 3% لصالح إسرائيل.»